# Paul Struye
Paul Victor Antoine Struye (Gent, 1 september 1896 - Elsene, 16 februari 1974) was een Belgisch senator en minister voor de CVP-PSC.

## Biografie

### Familie
Paul Struye was de zoon van de Gentse arts Eugène Struye en Jenny Linon, dochter van een bankier uit Verviers. Zijn vader stamde af van een jongere zoon van de Ieperse advocaat en schepen Jacques Struye, heer van Swielande (1767-1825). De oudere zoon van Jacques Struye was Félix Struye-Provoost, katholiek lid van het Nationaal Congres, op zijn beurt de vader van Eugène Struye en de grootvader van Félix Struye de Swielande, beiden katholieke parlementsleden die werden geadeld in 1908.
Hij trouwde in 1925 in Gent met Suzanne Van den Heuvel, dochter van Jules Van den Heuvel, advocaat, hoogleraar, minister en diplomaat.

### Loopbaan
Na klassieke studies aan het Sint-Barbaracollege werd Struye oorlogsvrijwilliger tijdens de Eerste Wereldoorlog. In 1920 promoveerde hij tot doctor in de rechten aan de Rijksuniversiteit Gent en werd hij advocaat aan de balie van Brussel, na stage bij advocaat Thomas Braun. Hij werd in 1932 voorzitter van de Jeune barreau, in 1933 lid van de raad van de orde, in 1938 advocaat bij het Hof van Cassatie en buitengewoon hoogleraar aan de Franstalige Katholieke Universiteit Leuven.
Ook werkte hij mee aan het tijdschrift L'Autorité en was hij voorzitter van de Union belge pour la Société des Nations. Vanaf 1925 schreef hij bijna een halve eeuw lang in het katholieke dagblad La Libre Belgique een wekelijkse bijdrage over de buitenlandse politiek en in de periode 1929-1935 schreef hij een aantal artikelen over de taalwetgeving in de Journal des Tribunaux.
Struye werd actief binnen de Katholieke Partij, als gemeenteraadslid van Elsene, een functie die hij uitoefende van 1936 tot 1938 en van 1945 tot 1959.
Tijdens de Tweede Wereldoorlog behoorde hij tot de belangrijke waarnemers van de evoluties binnen de Belgische bevolking onder de bezetting en hij bracht hiervan uitgebreid verslag uit bij de Belgische regering in Londen.

### In oorlogstijd
In de meidagen 1940 en tot enkele maanden na de capitulatie behoorde Struye tot de invloedrijke raadgevers van het Hof. In juni 1940 stelde hij, op verzoek van de balie van advocaten bij het Hof van Cassatie, twee adviezen op die de weg openden voor een mogelijke vredesonderhandeling met de Duitsers. In opdracht van het Koninklijk Paleis publiceerde hij, onder het pseudoniem Saint-Yves, een brochure die de houding van de koning tijdens en na de Achttiendaagse Veldtocht verdedigde. De weerklank hiervan was aanzienlijk. Al in juli 1940 richt hij, samen met advocaat Robert Logelain, een clandestiene versie van het dagblad La Libre Belgique op, waarvan het eerste nummer al op 15 augustus 1940 uitkomt en in totaal 85 nummers zullen verschijnen.
Ook nog op vraag van het hof schreef hij regelmatig verslagen over de toestand van de publieke opinie en de evolutie ervan. Vanaf midden 1941 was het echter niet meer het hof dat de bestemmeling werd van zijn overwegingen, maar de regering in ballingschap in Londen. Struye distantieerde zich van de koning en zijn medewerkers om voortaan de geallieerde overwinning als het doel voorop te stellen.

### Minister van Justitie
In 1947-1948 was Struye minister van Justitie in de regering-Spaak III. Hij streefde naar een zachter repressiebeleid, in de eerste plaats om de overbevolking in de gevangenissen te verminderen. Het was bekend dat hij al vanaf 1946 stelling had genomen ten gunste van een billijke berechting van kleine collaborateurs.
Hij was voorstander van genadeverlening, vervroegde vrijlatingen en re-integratie van de vrijgelatenen. In juni 1948 liet hij een epuratiewet stemmen, waardoor de teruggave van de burgerlijke rechten gemakkelijker kon worden toegestaan. Hij oogstte veel kritiek voor wat door sommigen als een te grote verzachting van de vervolgingen werd beschouwd.
Hij stapte ook in de richting van ruimere genadeverlening. Er ontstond grote beroering toen hij aan een paar terdoodveroordeelde Waalse rexisten genade verleende. In november 1948 werd hij verzocht op te stappen.

### Latere loopbaan
Na de oorlog behoorde Struye tot de voornaamste personaliteiten binnen de nieuwe Christelijke Volkspartij (CVP). Van 1946 tot 1973 was hij lid van de Senaat als rechtstreeks gekozen senator voor het arrondissement Brussel-Halle-Vilvoorde.In september 1949 diende Struye het wetsvoorstel in om het volk te raadplegen over de te nemen beslissing in de Koningskwestie. Dit leidde tot de volksraadpleging van maart 1950 die het beginsein gaf voor de uiteindelijke ontknoping.
Van 1950 tot 1954 en van 1958 tot 1973 was hij voorzitter van de Senaat en hij was er ook voorzitter van de CVP-PSC-fractie.
In 1958 werd hij benoemd tot minister van Staat. Bovendien was hij actief in verscheidene Europese instellingen.

## Publicaties (selectie)
- (onder pseudoniem Saint-Yves): Une page d'histoire: La Campagne des 18 Jours et la Reddition de l'Armée belge, Bruxelles, Fr. Van Muysewinkel 'Votre imprimeur', 1940 ("Vendu au profit du rapatriement des refugiés").
- (onder pseudoniem Saint-Yves) Een Bladzijde Geschiedenis... De 18-daagsche Veldtocht en de Overgave van het Belgische Leger, Schaerbeek-Brussel, Drukkerij Fr. Van Muysewinkel, 1940 ("Verkocht ten voordeele van de repatrieering der vluchtelingen").
- L'évolution du sentiment public en Belgique sous l'occupation allemande, Brussel, ed. Lumière, 1945.
- Problèmes internationaux, 1927-1972, 2 delen, Brussel, 1972.